# أوبنتو إدج
أوبنتو إدج (بالإنجليزية: Ubuntu Edge)‏ كان مشروعًا لهاتف خارق من شركة أوبنتو، طُرح الهاتف لجمع الأموال في يوليو 2013 بهدف قدره 30 مليون دولار أمريكي، ولكنة فشل في حصد ما يزيد عن نصف المبلغ.

## الخصائص
- نظام التشغيل: أندرويد وأوبنتو (ثنائي الأنظمة)
- الكاميرا الخلفية: 8 ميجابكسل
- الذاكرة: 4 جيجابايت
- التخزين: 128 جيجابايت

1. ↑  وصلة مرجع: https://ubuntu.com/blog/ubuntu-edge. الوصول: 29 أغسطس 2020.